# Inga bijuga
Inga bijuga är en ärtväxtart som beskrevs av Robert Walter Schery. Inga bijuga ingår i släktet Inga och familjen ärtväxter. IUCN kategoriserar arten globalt som sårbar. Inga underarter finns listade i Catalogue of Life.